# SuperKarts
SuperKarts je počítačová hra od Manic Media, kterou vydalo Virgin Interactive v roce 1995, především pro platformy MS-DOS.

## Hratelnost
Hra spočívá v závodech motokár, kde si hráč zvolí jednoho z osmi do hry zavedených závodníků a snaží se v několika závodech nasbírat co nejvíc bodů a vyhrát celý šampionát v motokárách.
Kromě klasického bodování si hráč může zvolit i několik hracích modů, jako jízda o co nejrychlejší čas. Je zde také možnost zahrát si hru v multiplayeru.

## Závodníci
Jak už bylo uvedeno výše, hra má v sobě osm zavedených závodníků. Hráč si může ukládat hru s libovolným jménem, jména závodníků či přidávání nových závodníků však není možné.
Zavedení závodníci:
- Kevin Moore (USA)
- Charlie Smith (Spojené království)
- Klaus Krugel (Německo)
- Aki Sun (Japonsko)
- Katie Clark (Austrálie) - jediná ženská závodnice
- Luis Sanchez (Brazílie)
- Mustapha Gee (Indie)
- Ivan Zoomski (Rusko)

## Závodní tratě
Ke každému závodníkovi přísluší jeho "domácí" závodní trať podle země, odkud pochází. Každá tato trať má dvě varianty. To znamená, že hra obsahuje šestnáct tratí patřících k závodníkům a jednu bonusovou.
Tratě:
- USA - Los Angeles: Písečná trať, závodí se za slunečného počasí.
- Spojené království - Londýn: Asfaltová trať, závodí se při zataženém počasí.
- Německo - Berlín: Trať, kterou kříží kovové trubky z továren a asfalt, závodí se za šera.
- Japonsko - Tokio: Povrch trati připomíná rozlehlou digitální obrazovku. Závodí se v noci.
- Austrálie - Ayers Rock: Povrch vesměs z hlíny, trať občas naruší rozsáhlé kaluže vody. Závodí se za šera.
- Brazílie - Sao Paulo: Převážně travnatý povrch, místy i písek a dřevo. Závodí se za deště.
- Indie - Delhi: Povrch střídavě travnatý, písečný a vodní. Závodí se za čistého počasí.
- Rusko - Moskva: Povrch je tvořen velkými dlažebními kostkami, přerušován je velkými povrchy ledu a sněhu. Závodí se za sněhově bílé oblohy.

Bonusová:
- Indonésie - Krakatoa: Povrch je tvořen z kamene, přerušován je tekutou lepkavou hmotou, možná lávou. Obloha je lávově červená.